# کارلوس چینیو
کارلوس چینیو (انگلیسی: Carlos Chaínho؛ زادهٔ ۱۰ ژوئیهٔ ۱۹۷۴) بازیکن سابق فوتبال اهل پرتغال است که در پست هافبک دفاعی بازی می‌کرد.
چینیو پس از بازی در باشگاه‌های متوسط در منطقه لیسبون در دوران جوانی، دوران حرفه‌ای خود را با استرلا دا آمادورا شروع کرد و در سال ۱۹۹۸ با باشگاه پورتو به لیگ برتر رفت.
وی همچنین در تیم ملی فوتبال زیر ۲۱ سال پرتغال بازی کرده‌است.